# Helge Halkjær
Helge Halkjær   (Thorning, 20 de desembre de 1916 - Kolding, 14 de febrer de 1996) fou un remer danès que va competir durant la dècada de 1940.
El 1948 va prendre part en els Jocs Olímpics de Londres, on guanyà la medalla de plata en la prova del quatre sense timoner del programa de rem. Formà equip amb Aksel Hansen, Helge Schrøder i Ib Storm Larsen.